# Black Brant
Black Brant — канадская метеорологическая ракета.
Разработана компанией Bristol Aerospace. Первый запуск был осуществлён в сентябре 1959 года.
Ракета Black Brant способна поднять полезную нагрузку массой 68 кг на высоту 150 км. Эти ракеты использовались неоднократно Канадским космическим агентством и НАСА.
Всего на 2010 год было построено около 800 ракет Black Brant различных модификаций.

## Модификации
Black Brant I
- Нагрузка: 68 кг
- Максимальная высота полёта: 225 км
- Тяга: 111 кН
- Стартовая масса: 730 кг
- Диаметр: 0,26 м
- Длина: 7,41 м

Black Brant II
- Нагрузка: 68 кг
- Максимальная высота полёта: 274 км
- Тяга: 89 кН
- Стартовая масса: 800 кг
- Диаметр: 0,44 м
- Длина: 8,45 м

Black Brant III
- Нагрузка: 18 кг
- Максимальная высота полёта: 177 км
- Тяга: 49 кН
- Стартовая масса: 286 кг
- Диаметр: 0,26 м
- Длина: 5,50 м

Black Brant IV
- Двухступенчатая ракета, состоит из Black Brant VA+Black Brant IIIA или IIIB
- Нагрузка: 100 кг
- Максимальная высота полёта: 1000 км
- Тяга: 111 кН
- Стартовая масса: 1356 кг
- Диаметр: 0,44 м
- Длина: 11,06 м

Black Brant V
- Одноступенчатая ракета, состоит из одной Black Brant VA, VB или VC
- Нагрузка: 68 кг
- Максимальная высота полёта: 387 км
- Тяга: 111 кН
- Стартовая масса: 1197 кг
- Диаметр: 0,44 м
- Длина: 8,15 м

Black Brant VI
- Максимальная высота полёта: 72 км
- Тяга: 7 кН
- Стартовая масса: 100 кг
- Диаметр: 0,12 м
- Длина: 2,80 м

Black Brant VIII
- Максимальная высота полёта: 340 км
- Тяга: 196 кН
- Стартовая масса: 2000 кг
- Диаметр: 0,44 м
- Длина: 11,90 м

Black Brant IX
- Три ступени: Talos — 1-я ступень, Taurus — 2-я ступень и Black Brant V — 3-я ступень.[1]
- Нагрузка: 230 кг на 700 км, или 590 кг на 250 км
- Максимальная высота полёта:
- Тяга:
- Стартовая масса:
- Диаметр:
- Длина:

Black Brant X
- Нагрузка: 90 кг
- Максимальная высота полёта: 900 км
- Стартовая масса: 2600 кг
- Диаметр: 0,44 м
- Длина: 14,50 м